# Kurs (Fachzeitschrift)
KURS war eine Fachzeitschrift für Finanzdienstleistungen aus dem Fachverlag der Verlagsgruppe Handelsblatt. Sie erschien von 1993 bis 2015 monatlich. 
Den Inhalt bildeten Artikel zu Angeboten von Versicherungen, Kapitalanlagegesellschaften, Banken und Bausparkassen. Als weitere zentrale Themenkomplexe von KURS nannte der Verlag „Markt und Wettbewerb“ sowie „Akquisition und Verkauf“.  
Jeweils ein aktuelles Thema wurde dabei schwerpunktmäßig in mehreren Beiträgen behandelt. Fester Bestandteil jeder Ausgabe waren weiterhin die Rubriken „Kurz&Knapp“ mit Nachrichten sowie „Steuern & Recht“ mit einem knappen Überblick über Neuerungen in der relevanten Rechtsprechung. 
Ergänzend zur Print-Ausgabe bot die Website der Fachzeitschrift einen wöchentlich erscheinenden Newsletter an. 
KURS richtete sich nach Eigenangaben des Verlags an selbständige Finanz- und Versicherungsmakler, Anlageberater und Mehrfachagenten sowie an Niederlassungen und Filialdirektionen von Finanzdienstleistungsunternehmen. Doch auch die Produktlieferanten wie Vertriebs- und Marketingentscheider der Versicherungs- und Investmentgesellschaften, der Kreditinstitute, Bausparkassen, der Spezialinstitute, Beratungsfirmen und Vertriebsgesellschaften gehörten zur Zielgruppe des Fachmagazins.  